# Chastel Rouge
Chastel Rouge, o Qal`at Yahmour è una piccola fortezza situata nel villaggio di Yahmour nel nord-ovest della Siria. Apparteneva alla Contea di Tripoli prima di essere ceduto agli Ospitalieri, è identificato con il Castrum Rubrum dei testi latini. Dista circa una dozzina di chilometri da Tartus e da Safita, entrambe roccaforti templari.
Apparteneva nel XII secolo ai Conti di Tripoli, che cedettero le loro fortezze agli Ospitalieri nel 1177. Nel 1188 fu attaccato dal Saladino, ma si pensa sia rimasto fino alla sconfitta definitiva un secolo dopo.
La fortezza è costituita da una cinta quadrangolare di dimensioni 42x37 m, con due torri minori a nord-est e a sud-ovest e con il maschio a due piani, posto al centro, di 14x16 m.